# 假穴环肋螺
假穴环肋螺（学名：Plectotropis pseudopatula），是柄眼目扁蜗牛科Plectotropis的一种。主要分布于中国大陆，常栖息在阴暗潮湿、多腐殖质的环境。